# Батцэнгэл
Батцэнгэл (рус. Прочное веселье) — сомон аймака Архангай, Монголия.
Центр сомона — посёлок Жаргалант. Он находится в 50 километрах от административного центра аймака — города Цэцэрлэг и в 326 километрах от столицы страны — Улан-Батора.
В сомоне есть школа, больница, дом культуры.